# Kosmos 222
O Kosmos 222 (em russo: Космос 222) também denominado DS-P1-Yu Nº 14, foi um satélite artificial soviético lançado ao espaço com sucesso no dia 30 de maio de 1968 através de um foguete Kosmos-2I a partir do Cosmódromo de Plesetsk.

## Características
O Kosmos 222 foi o décimo quarto membro da série de satélites DS-P1-Yu e o décimo terceiro lançado com sucesso após o fracasso do lançamento do segundo membro da série. Sua missão era auxiliar sistemas antissatélites e antimíssil soviéticos.
O Kosmos 222 foi injetado em uma órbita inicial de 528 km de apogeu e 277 km de perigeu, com uma inclinação orbital de 71 graus e um período de 92,3 minutos. Reentrou na atmosfera terrestre em 11 de outubro de 1968.